# Joan Brossa
Joan Brossa i Cuervo [ʒuˈam ˈbɾɔsə j ˈkwervo], (Barcelona, 19 de enero de 1919-Barcelona, 30 de diciembre de 1998) fue un poeta español en lengua catalana que cubrió diversos géneros (literario, escénico, visual, objetual...).

## Biografía y obra literaria
Con 18 años fue llamado a participar en la guerra civil española, en el bando republicano, resultando  herido. Fue en plena contienda cuando se inició en la escritura. Después de la guerra, se vio obligado a prestar el servicio militar en Salamanca. 
De regreso a Cataluña a finales de 1941, conoce al poeta Josep Vicenç Foix, máximo exponente del surrealismo literario catalán del período anterior a la Guerra Civil, quien se convierte en otra influencia importante y a través del cual entra en contacto con los integrantes del grupo ADLAN, con el pintor Joan Miró y el dinamizador artístico Joan Prats. Con ellos explora las diversas vanguardias europeas, entre otras el surrealismo, el futurismo y el dadaísmo.

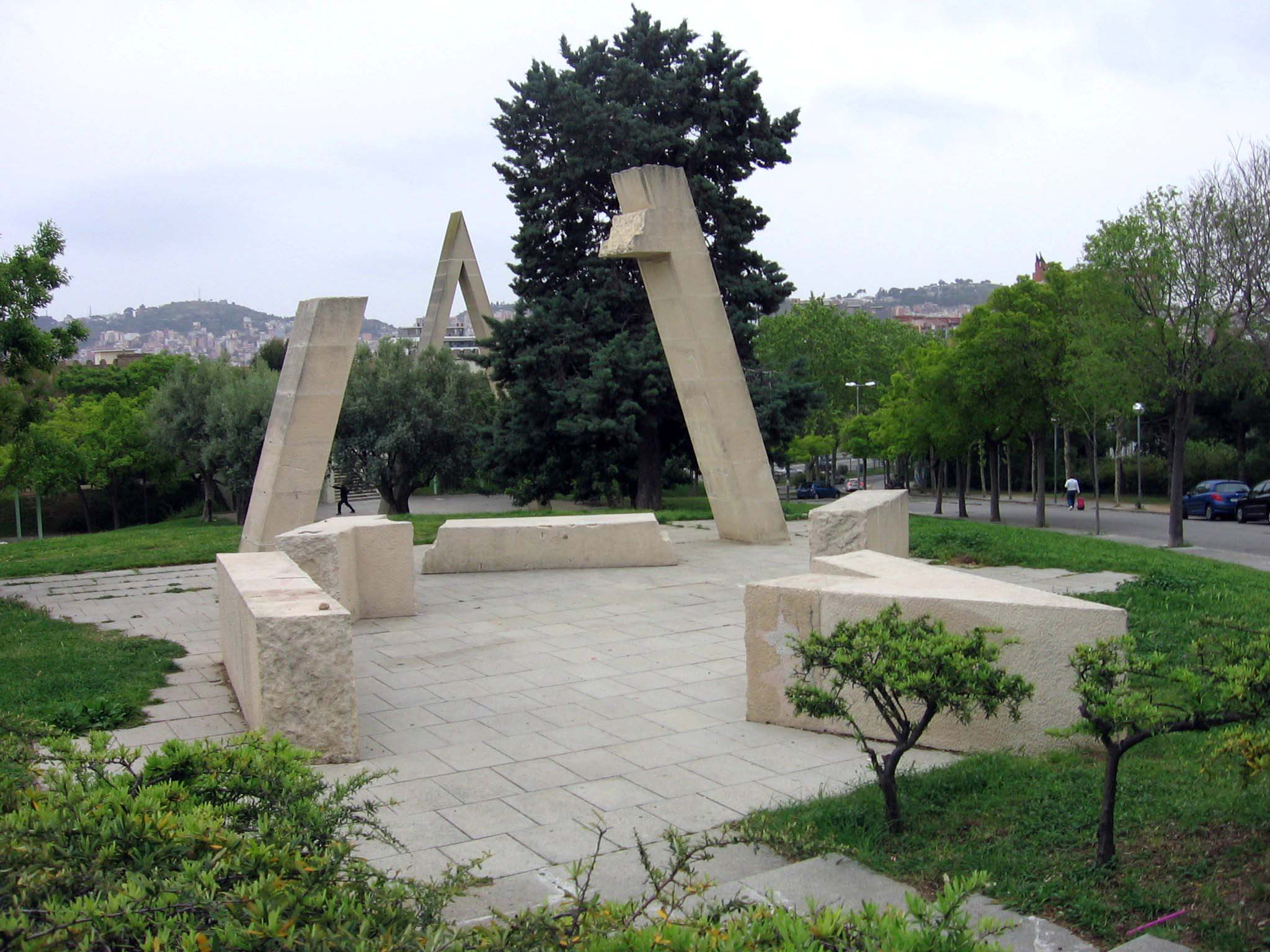
Joan Brossa: Poema visual transitable en tres tiempos: Nacimiento, camino —con pausas y entonaciones— y destrucción. Barcelona, Velódromo de Horta.

El interés en la psicología y la obra de Freud le sugieren la creación de imágenes hipnagógicas y le acercan al automatismo psíquico y al llamado neosurrealismo.
Mallarmé, para Brossa un ejemplo de rigor intelectual y un auténtico precursor del caligrama, antes incluso que el propio Apollinaire, le inspiran la creación de poesía visual.
En 1948 participa en la creación de la revista Dau al Set con los pintores Joan Ponç, Antoni Tàpies, Modest Cuixart y Joan-Josep Tharrats y el filósofo Arnau Puig (a los que un año más tarde se añadió el polígrafo Juan Eduardo Cirlot).
La relación (1947-1951) con el poeta brasileño João Cabral de Melo Neto, cuya amistad conservará toda la vida a pesar de que no se volverán a ver hasta 1993, le devuelve el contacto con la realidad cotidiana y le incita a conocer el marxismo. La obra de Brossa gana en profundidad política y asume un compromiso social que nunca abandonará, a la par que su permanente militancia en el catalanismo político latente o explícito desde sus primeros trabajos. Cabral de Melo prologa y edita su libro Em va fer Joan Brossa (Me hizo Joan Brossa, 1951) uno de los primeros ejemplos europeos de la llamada "antipoesía".
La lectura de filosofía y religiones orientales, en especial sobre el zen le reafirman en su vivencia de la importancia de la sencillez de las cosas y la búsqueda del equilibrio, que se traduce en miles de poemas libres, directos y sin retórica alguna. No desdeña, sin embargo, la perfección formal, para lo cual los simultánea con el soneto (como su referente Mallarmé), la oda en estrofa sáfica y singularmente en la sextina, una compleja composición poliestrófica de origen medieval.
En 1977, experimentó la composición de sextinas utilizando un ordenador, lo que le convierte en un pionero de la literatura generativa. De los cientos de generados, solo uno de ellos fue considerado por Brossa como lo suficientemente bueno para ser publicado, incluyéndolo en su obra "Sextina cibernética". El software necesario para este experimento fue creado por Josep Font, Jordi Bastardes y Santiago Farré del Centro de Cálculo AGMA de Vilafranca del Penedés. 
La aparición en 1970 de su volumen Poesía rasa, recopilación de diecisiete libros de poesía que habían tenido una ínfima difusión en su momento o que se hallaban aún inéditos, supuso un fuerte revulsivo para el panorama literario catalán, todavía sujeto a censura y a obstáculos por motivos idiomáticos. Tras la aparición de otros volúmenes recopilatorios de obras anteriores (Poemes de seny i cabell, 1977, ocho libros; Rua de llibres, 1980, siete libros, y Ball de sang, 1982, ocho libros), Brossa ya no dejará de publicar con regularidad hasta su muerte, dejando con todo algunos materiales inéditos. 
La extensa obra literaria de Brossa, que en parte aún no ha visto la luz, fue redactada exclusivamente en lengua catalana. En total publicó unos ochenta poemarios. Ha sido objeto de traducciones al español, al francés, al inglés, al alemán, al italiano, al portugués, al sueco, al neerlandés, al húngaro, al serbo-croata, al polaco, al checo, al japonés, al euskera, al ruso, al macedonio y al esperanto.
Joan Brossa fue galardonado con los premios Crítica de Serra d'Or (en cinco ocasiones: 1971, 1974 -en dos categorías-, 1978 y 1996), Lletra d'Or (1981), Ciutat de Barcelona (1987), Medalla Picasso de la Unesco (1988), Nacional de Artes Plásticas (1992), Medalla de Oro al Mérito en las Bellas Artes (1995) y Nacional de Teatro de la Generalidad de Cataluña (1998). Era miembro de honor de l'Associació d'Escriptors en Llengua Catalana. En 1999 y a título póstumo (falleció veinte días antes de su octogésimo aniversario, fecha programada para la ceremonia) fue investido doctor honoris causa por la Universidad Autónoma de Barcelona.
En enero de 2012 la fundación que lleva su nombre depositó en el Museo de Arte Contemporáneo de Barcelona su monumental legado -más de 64.000 ítems- para la custodia y digitalización del mismo.

## La dramaturgia (poesía escénica)

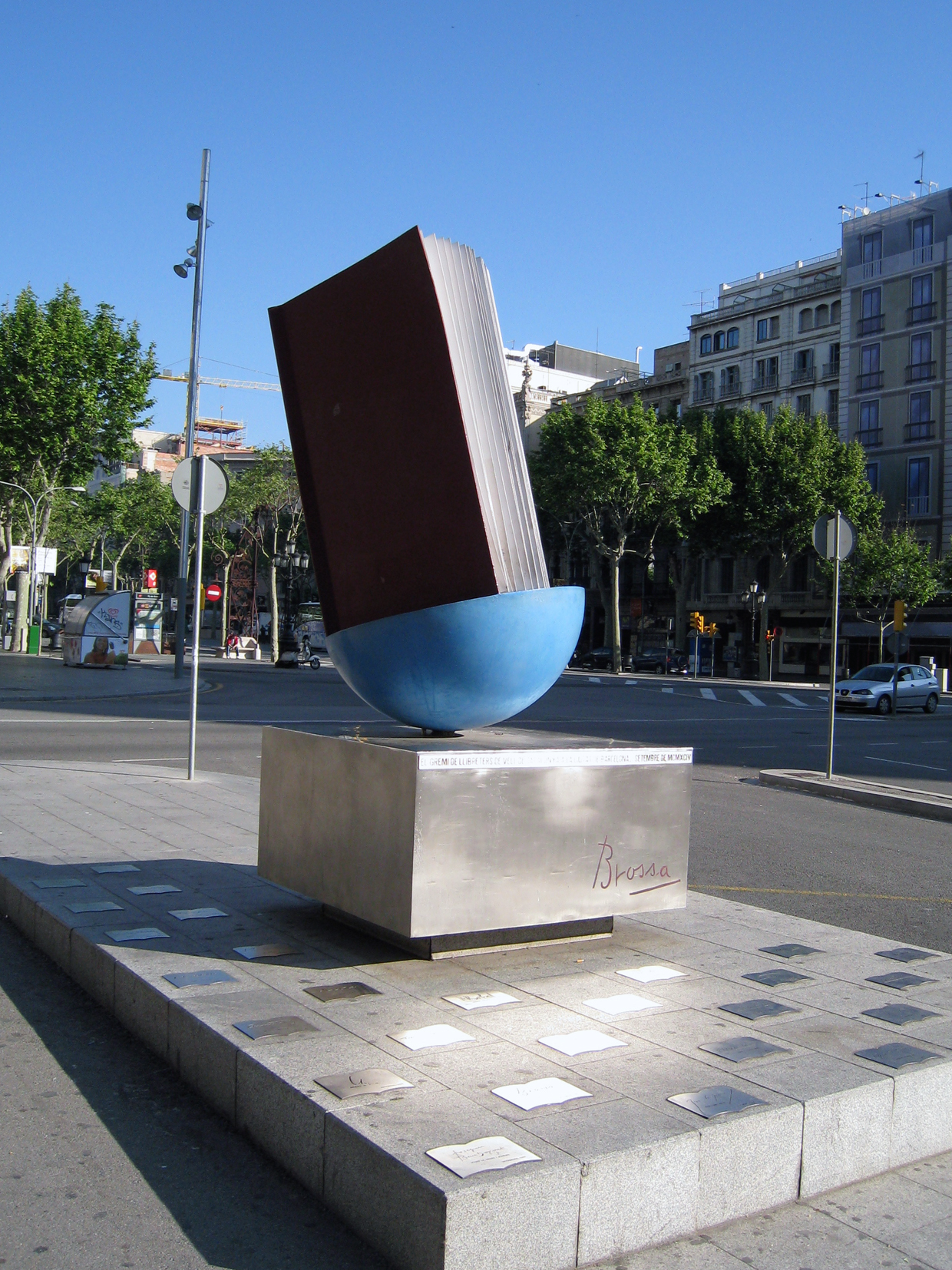
Homenaje al libro, cruce de Gran Vía con el Paseo de Gracia, Barcelona, (1994), diseñado por el artista plástico Josep Pla-Narbona.

El concepto del arte como visualidad, como espectáculo, está presente en la totalidad de su obra. Con antecedentes familiares en el mundo del teatro, desde muy pequeño manifestó su interés por este género y por su componente de magia y sorpresa. Brossa, en su juventud, llegó incluso a realizar ejercicios de prestidigitación. La pasión de Brossa hacia la música romántica y en especial por la obra de arte total de Richard Wagner, así como su afición a les técnicas de la transformación y el escapismo de Leopoldo Fregoli, no hacen sino corroborar su interés por la dramaturgia: es en el teatro donde Brossa encuentra la cuarta dimensión del poema. Lo mismo sucede con el cine, género del que era literalmente un fanático y para el que escribió diversos guiones.
Con la llegada de los sesenta, Brossa estrena la obra “Or i sal” (teatro literario, con escenografía de Antoni Tàpies) y algunas acciones-espectáculo que pueden ser consideradas precedentes claros del happening o de la performance. Los primeros textos de este género, aunque no presentados hasta mucho después, ya fueron escritos en los años cuarenta, es decir, más de una década antes de la aparición de las obras de John Cage, del grupo Fluxus o de Tadeusz Kantor. 
Su obra teatral es tan extensa (unas 350 piezas, editadas en seis volúmenes más algunas inéditas, todo ello en curso de reedición) como poco conocida. Está centrada en el teatro del absurdo, los diálogos aparentemente irrelevantes y las situaciones grotescas. También incursionó en el terreno parateatral: destacan sus "strip-teases", su "teatro irregular", sus "acciones-espectáculo", sus "monólogos de transformación" al estilo de su admirado Frègoli, su teatro para títeres o los espectáculos de ilusionismo y fantasía escritos para Hausson y Pep Bou. También escribió libretos de ópera para sus amigos los músicos Josep Maria Mestres Quadreny y Carles Santos, así como guiones cinematográficos realizados por Pere Portabella, Frederic Amat, Carlos Atanes, Manuel Cussó o Digna Sinke.

## Poemas visuales, poemas objeto y poemas urbanos

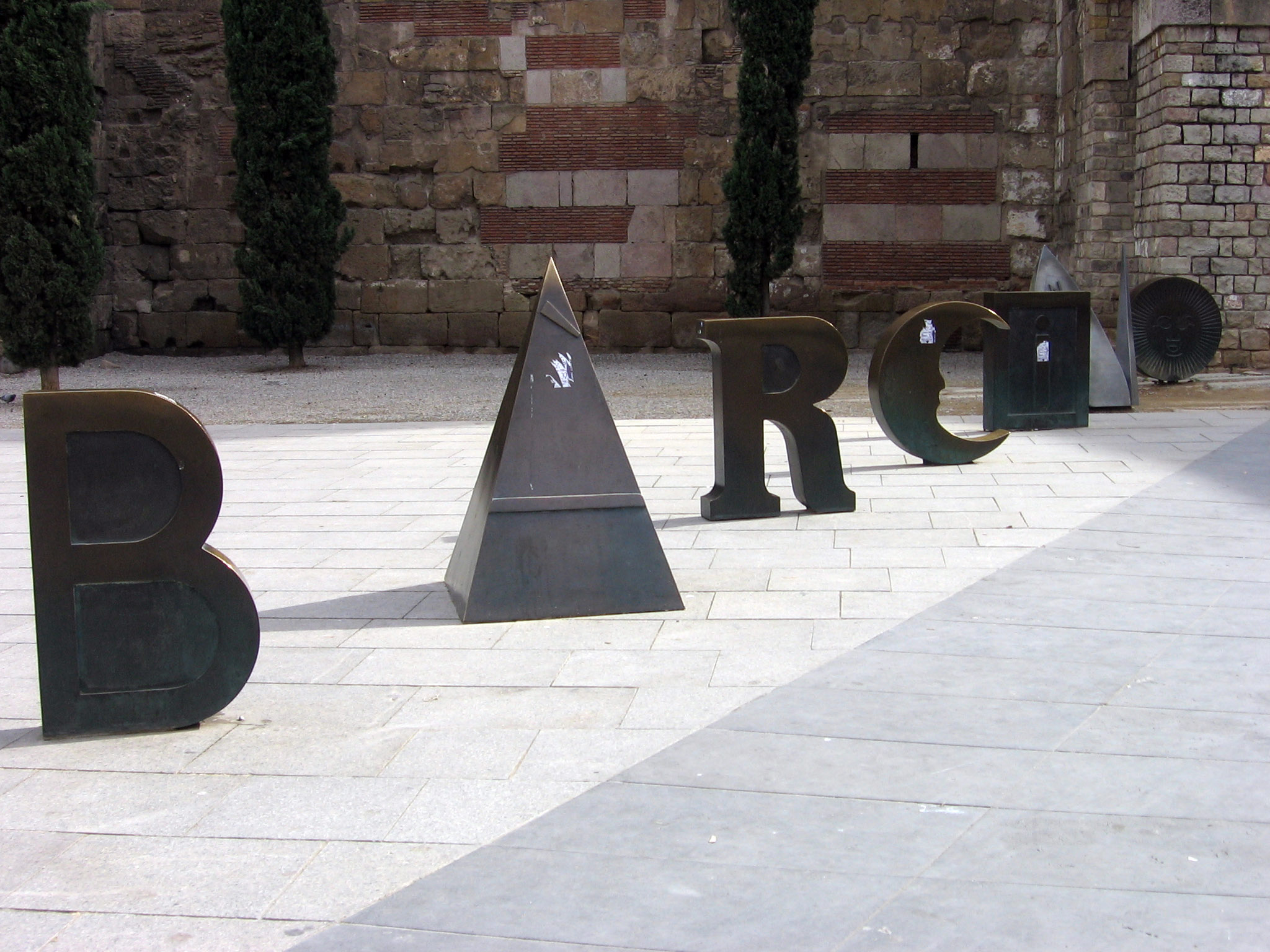
Joan Brossa: Barcino, poema urbano. Barcelona, Plaça Nova

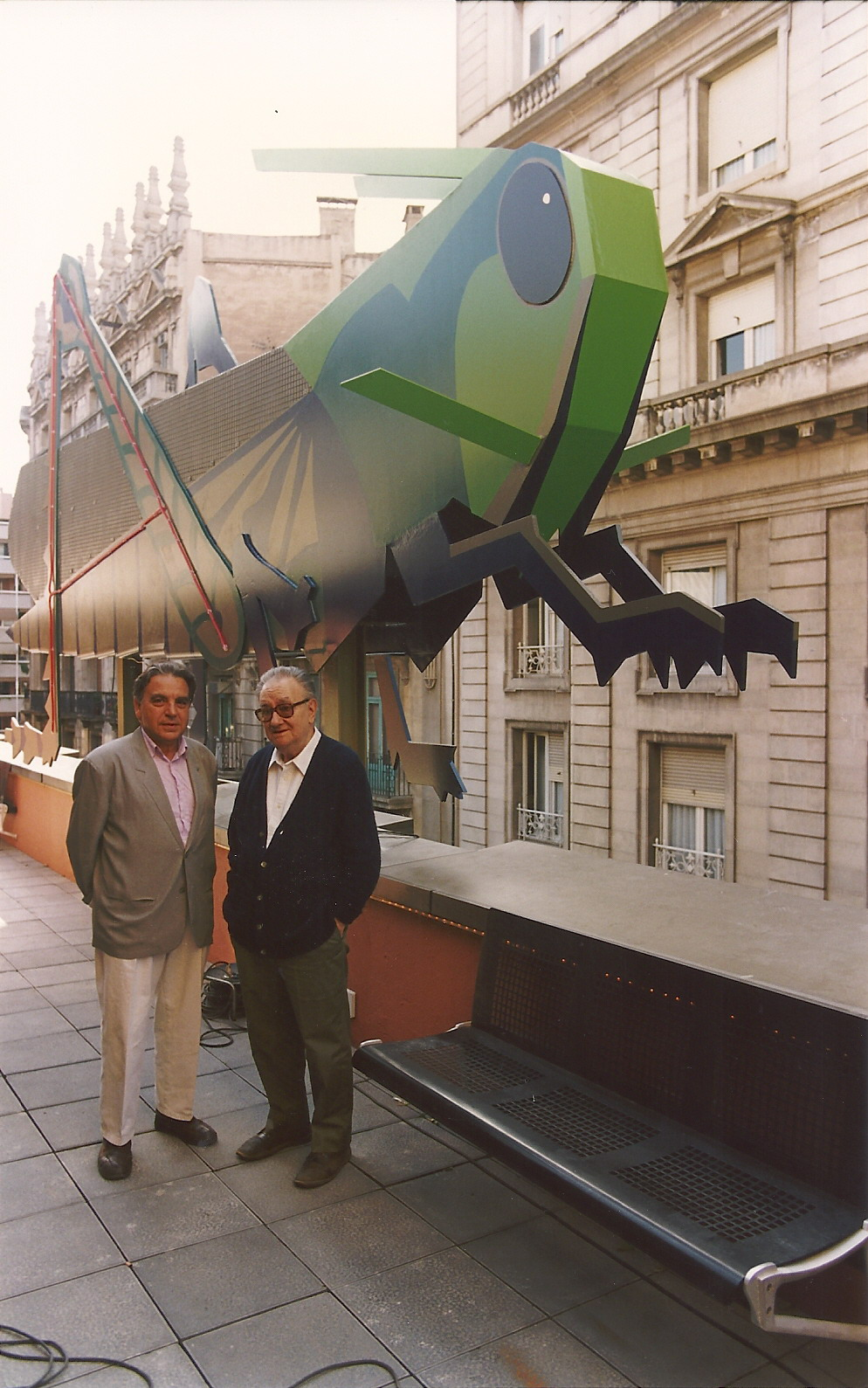
Joan Brossa: El saltamontes, poema urbano. Remate de la fachada de la Sede del Colegio de Aparejadores y Arquitectos Técnicos de Barcelona (1994). Diseñado por el artista plástico Josep Pla-Narbona.

Su poesía visual y sus carteles constituyen la parte de su obra más conocida, hasta el punto que en este terreno Brossa llega a ser un referente mundial. Reconocida o no su paternidad remota, constantemente aparecen en todo el mundo obras plásticas que "brossean".
Las primeras incursiones de Brossa en la plástica, con una técnica cercana al caligrama, datan de 1941, cuando ni siquiera el término "poesía visual" había sido acuñado. Pronto empezó a incluir los poemas visuales en sus libros de poesía literaria, como si solo se tratara de una especulación sobre géneros, para acabar componiendo más de mil quinientos (la mayoría inéditos) agrupados y pautados para que tomaran la forma de libros singulares. Algunos de estos poemas, descontextualizados de sus respectivos libros, acabarían editándose en serigrafía y actualmente ya cuelgan en numerosas colecciones privadas, galerías y museos del mundo entero. 
Desde 1943 empieza a trabajar con los poemas objeto que empiezan a exponerse públicamente a partir de 1956, frecuentemente en colaboración con pintores como Miró, Tàpies o Ponç. Es a partir de 1960 que su obra plástica alcanza su plenitud, tanto en número como en profundidad. En este año realiza el poema visual Cerilla y en 1965 el libro de artista Novel·la (este en colaboración con Antoni Tàpies), considerados auténticas obras maestras del arte conceptual universal. 
Retomó tardíamente el poema objeto, en la senda de Marcel Duchamp aunque superándolo en cuanto a proyección externa y compromiso social. Para Brossa se trata de descubrir la magia en el objeto más vulgar, siguiendo la línea del arte pobre, pero nunca gratuitamente, sino con un claro mensaje detrás de cada producción. A partir de los 70 manipula los objetos para profundizar en su sentido o bien para representar el concepto desnudo. Objetos y poemas son muy cotidianos. Su interés radica frecuentemente en el contraste entre el título y el objeto insólito que nos presenta.
El objeto brossiano evoluciona hacia la instalación, a menudo de gran formato, y a menudo también efímera. Destaca en este sentido la intervención en todos los espacios expositivos del Palacio de la Virreina de Barcelona en 1994, en los que creó, partiendo del continente, un contenido variado y de fuerte impacto quasiteatral. 
Con el tiempo la obra plástica de Brossa alcanza su dimensión cívica: sus poemas visuales corpóreos se instalan en espacios públicos como poemas transitables que se integran en la realidad cotidiana de Barcelona. Más tarde estos poemas corpóreos llegarán a muchos puntos de Cataluña y también a Baleares, a Andorra, a Alemania y a Cuba.

## Obra (selección)

### Antologías
- Antologia de poemes de revolta (1979, reed. 2001)
- Poesia i prosa (1994)
- Poesia escènica. Teatre complet, (1979-1983) (seis volúmenes, recopilación de su obra dramática)
- Poemes escollits (1995-1999)
- Teatre (1996)
- La memòria encesa, mosaic antològic (1998)
- A partir del silenci (2001)
- La piedra abierta (en español, diversos traductores) (2003)

### Poesía literaria
- Sonets de Caruixa, 1949, reed. 1990
- Romancets del dragolí, 1950, reed. 1986
- Em va fer Joan Brossa, 1951, reed. 1970, 1973, 1984, 1989, 1990 y 2013
- Nous romancets del dragolí, 1953
- Enumeració en sospirar, 1960
- Poemes civils, 1961
- El saltamartí, 1968, reed. 1985 y 1999
- Poesia rasa, 1970, reed. 1990 (recopilación de 17 libros de 1943 a 1959)
- Des d'un got d'aigua fins al petroli, 1971, reed. 1975 y 1984
- Trìptic hegelià pera Antoni Tàpies, 1971
- Càntir de càntics, 1972
- El poeta presenta quinze pantomimes, 1972
- Cappare, 1973
- La barba del cranc, 1974
- Les ungles del guant. Ronda de Rimbaud, 1974 (Versión en catalán de poemas de Arthur Rimbaud)
- Oda a Lluís Maria Xirinacs, 1976
- Maneres, 1976
- Sextines 76, 1977
- Sextina cibernètica, 1977
- Poemes de seny i cabell , 1977 (recopilación 8 libros de 1959a 1963)
- Antologia de poemes de revolta, 1979, reed. 2001
- Rua de llibres, 1980 (recopilación de 7 libros de 1964 a 1970)
- Vint-i-set sextines i un sonet, 1981
- Ball de sang, 1982 (recopilación de 8 libros de 1941 a 1954
- El ulls de l'òliba, 1982, reed. 1996
- Askatasuna, 1983
- Pas d'amors, 1983
- Tal i tant, 1983
- Ot, 1984
- Qui diu foc, diu flama, 1985
- Calcomanies, 1985
- Fogall de sonets, 1985
- Els entra-i-surts del poeta, 1986
- Sonets a Gofredina, 1986
- Poemes públics, 1987
- Viatge per la sextina, 1987
- Tarannà, 1988
- Ventall de poemes urbans, 1988
- Ollaó, 1989
- Cinamom, 1991
- Jo, qui? 1992 (con Lluís Pessa y Fusako Yasuda)[5]
- El veí, 1992 (con Lluís Pessa y Fusako Yasuda)[6]
- Flor de claus, 1992
- Furgó de cua, 1993
- Trasllat, 1993
- Suite tràmpol o el compte enrera, 1994
- Poemes d'anada i tornada, 1995
- Passat festes, 1995, reed. 2001 y 2013
- Capgirada, 1995 (con Lluís Pessa y Fusako Yasuda)[7]
- Brossa i Chillida al peu del llibre, 1995
- La clau a la boca, 1997
- Sumari astral, 1999, reed. 2006
- Camí de segons, 2002
- Un home reparteix fulls clandestins (selección), 2004
- El dia a dia (1988-1992), 2007
- El pedestal són les sabates, 2013
- Fora de l'umbracle, 2013

### Poesía escénica
- Farsa com si els espectadors observessin l'escenari a vista d'ocell (1951)
- Nocturns encontres (1951)
- Or i sal (1961)
- El bell lloc (1962)
- Teatre de Joan Brossa (1964)
- Collar de cranis (1967)
- El rellotger (1967)
- Poesia escènica (1973-1983), 6 vols.
- Fregolisme o monòlegs de transformació (2003)
- La xarxa, Aquí al bosc, Olga Sola (2005)
- El dia del profeta (2008)
- Poesia escènica (Obra completa de este género) (2012-...), 3 vols.

### Poesía visual
- Poemes per a una oda, 1970
- Cartipàs, 1974
- Poemes visuals, 1975
- Poemes objecte, 1978
- Septet visual, 1978
- Mom, 1988
- La Bota, 1988
- Diorames, 1988
- Los cuasigrafismos de Brossa, 1990
- Parèntesi - Mirall, 1991 (con Lluís Pessa y Fusako Yasuda)[8]
- Foc negre, 1993
- Aigua de foc, 1995
- Arlequins, 1996
- Poesia tipogràfica, 2003
- Poesia visual, 2005
- Els etcèteres, 2011
- Joan Brossa, poemes visuals, 2014 (Reproducción de la obra seriada completa))

### Guiones cinematográficos
- Foc al càntir, (1948, de Frederic Amat, realizada en 2002)
- Gart, (1948)
- No compteu amb els dits (1967, de Pere Portabella)
- Nocturn 29 (1968, de Pere Portabella)
- Cua de cuc (1969, de Pere Portabella)
- Els peixos argentats a la peixera (1991, de Carlos Atanes y Hermann Bonnín)

### Libretos de ópera y otros textos para ser musicados
- El ganxo, 1957 (de Josep Maria Mestres Quadreny)
- Cançó de bressol, 1960
- Conversa, 1965
- Concert per a representar, 1964
- Suite bufa, 1966
- Accions musicals, 1975
- L'armari en el mar, 1978 (de Josep Maria Mestres Quadreny]])
- Quatre cançons de bressol, 1960-1994
- Cap de mirar, 1991-2007 (de Josep Maria Mestres Quadreny)

### Prosa
- Vivàrium, (1972)
- Anafil, (1987)
- Añafil II, (1995) traducido al español por Carlos Vitale, en aquel momento inédito en catalán.
- Alfabet desbaratat, (1998)
- Prosa completa i textos esparsos, 2013

### Carteles
- Vuit posters poema (1971)
- Poemes objecte en postals (1975)

### Instalaciones
- Muntatge d’un aparador, Barcelona, (1956), efímera
- Feina de dissabte, Múnich, (1986)
- Instal·lació (El convidat), Céret, (1986-1990)
- Yatch, Barcelona, (1990)
- Intermedi, Vitoria, (1991)
- Despullament, Barcelona, (1991)
- Barrets, Barcelona, (1991)
- La ciutat renovada, Barcelona, (1992), efímera
- 150 homenatges, Barcelona, (1994), efímera
- Alfabet jeràrquic, Barcelona, (1994), efímera
- Lot de lletres, Barcelona, (1994), efímera
- El terrat de les banyes, Barcelona, (1994)
- Atrezzo per al Tenorio, Barcelona, (1994), efímera
- Cadenes de Dàmocles, Barcelona, (1994)
- La conformació del cap, Barcelona, (1994), efímera
- Malversació, Barcelona, (1994), efímera
- L’os dels dies i el número de les plantes, Barcelona, (1994), efímera
- Burlesc, Barcelona, (1994), efímera
- Ruixat de lletres, Barcelona, (1994)
- Avern, Barcelona, (1994), efímera
- El planeta de la virtut, Barcelona, (1994)
- Paràsit, Barcelona, (1994)
- Final, Barcelona, (1994), efímera

### Poesía visual urbana

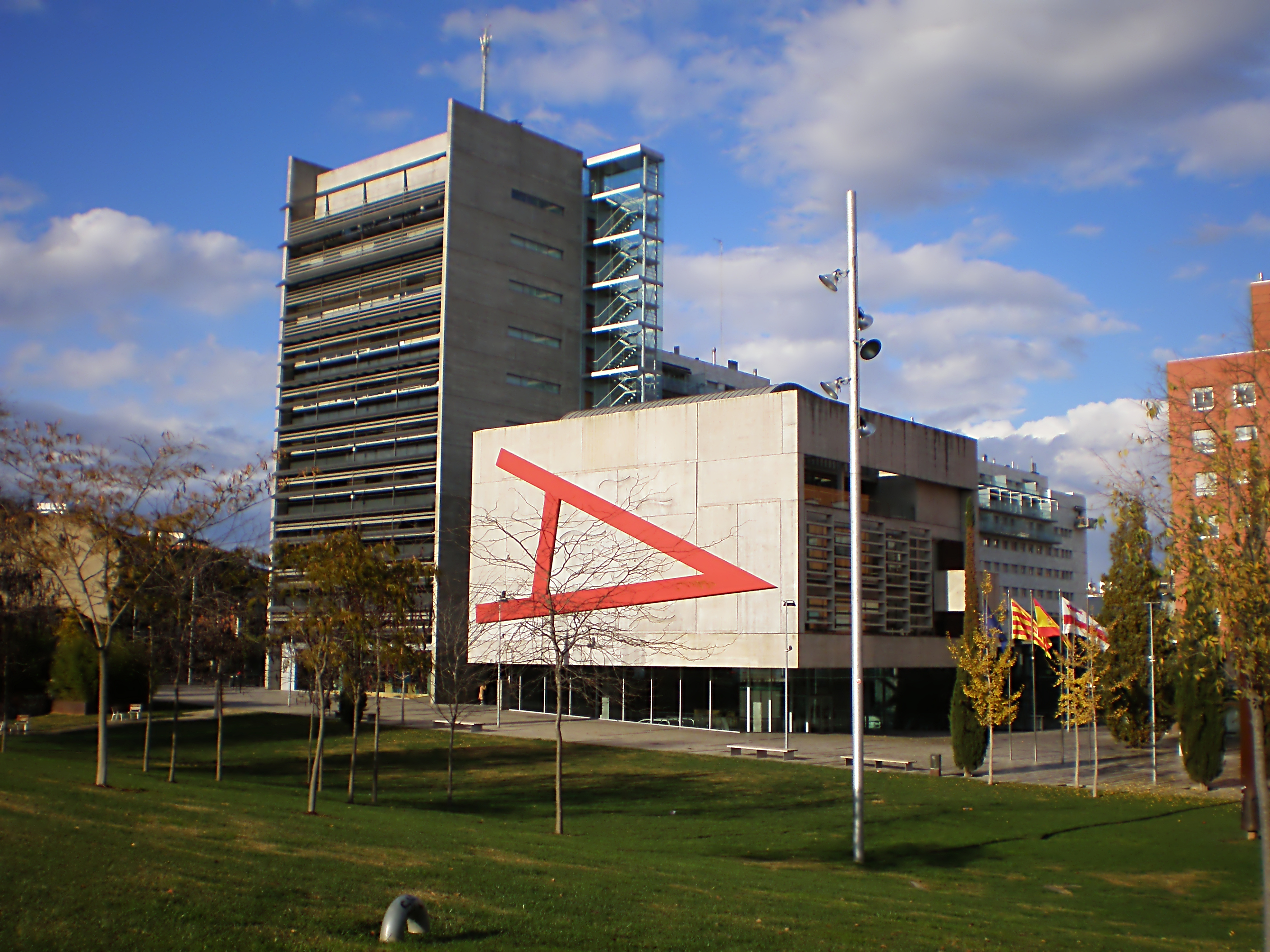
A ajaguda amb peix - Fachada del Ayuntamiento de Mollet del Vallès

- Poema visual transitable en tres tiempos: Nacimiento, camino —con pausas y entonaciones— y destrucción, Velódromo de Horta, Barcelona, (1984)
- Reloj ilusorio, Teatre Poliorama, Barcelona, (1985)
- On es bada l'ona, Escuela Pablo Gargallo, posteriormente en el Parque de Montigalà Badalona, (1998)
- Contra el olvido, ¡somos!, Corbera de Ebro, (1988)
- Memoria de una pesadilla, diversos emplazamientos, actualmente en el Museo de la Historia de la Inmigración de Cataluña, San Adrián de Besós, (1989)
- Antifaz, La Rambla, Barcelona, (1991)
- El saltamontes, sede del Colegio de Aparejadores y Arquitectos Técnicos de Barcelona, calle del Buen Pastor en Barcelona (1993), diseñado por el artista plástico Josep Pla-Narbona.
- Homenaje al libro, cruce de Gran Vía con el Paseo de Gracia en Barcelona (1994), diseñado por el artista plástico Josep Pla-Narbona.
- Barcino, plaza Nueva, Barcelona, (1994)
- Ocaso y/o Incomunicación, avenida de Meritxell, Andorra la Vieja, (1994)
- A de Barca, Parque de Cataluña, Sabadell, (1996)
- Letras gimnastas, Tienda "El Ingenio", calle de Rauric, Barcelona, (1997)
- Espai Escènic Joan Brossa, calle de Allada Vermell, Barcelona, (1998)
- Taunustor, cruce de Kirchnestraße con Grosse Gallustrasse, Frankfurt am Main, (1998)
- Moscafiera, Universidad de las Islas Baleares, Palma de Mallorca (1998)
- Letras fugitivas, sede del Círculo de Lectores, Barcelona, (1998)
- Beneficencia Catalana, calle del Consulado, La Habana, (1999)
- A de cine, calle de la Séquia, Gerona, (1999)
- Letras danzarinas, Biblioteca Santa Oliva, Olesa de Montserrat, (1994)
- Ajuntament de Mollet del Vallés, (1999)
- Plaza de Joan Brossa, cruce de la calle de Calders con carretera de Santa Perpetua, Sabadell, (2000)
- Perfil, Biblioteca Can Peixauet, Santa Coloma de Gramanet, (2001)
- A-Z con figuras antropomórficas, Jardines Joan Brossa, parque de Montjuic, Barcelona, (2003)
- L'Hospitalet, plaza de Francesc Macià, Hospitalet de Llobregat, (2003)
- Fauno, interior de manzana Rosellón / Aribau / Enrique Granados, Barcelona, (2004).
- Camino de la A a la Z, pared medianera en la calle de Valencia entre Rambla de Cataluña y calle de Balmes, Barcelona, (2007).
- Cabeza de buey, La Vinya dels Artistes, Celler Mas Banch i Jové, Pobla de Ciérvoles, (2013).

### Otras obras (libros de arte)
- Parafaragaramus (1950, con Joan Ponç.
- Cop de poma (1963), con Joan Miró, Antoni Tàpies, Moisès Villèlia, Josep Maria Mestres Quadreny, Aimé Maeght y Joan Prats.
- Sin título (1963), con Modest Cuixart
- El pa a la barca (1963), con Antoni Tàpies
- Novel·la (1965, reed. en facsímil 1975), con Antoni Tàpies
- Frègoli (1969), con Antoni Tàpies
- Nocturn matinal (1970)
- Pluja (1973)
- Oda a Joan Miró (1973), con Joan Miró
- La cabaleta (1973), con Moisès Villèlia
- Tres Joans (1978), con Joan Miró
- U no és ningú (1979), con Antoni Tàpies
- El camí de l'oca (1981), con José Niebla
- Tal i tant (1983), con Frederic Amat
- El rei de la màgia (1986), con Antoni Tàpies
- El fuet de cent cues, ed. simultáneamente en español bajo el título de "Látigo de cien colas" (1988), con Fernando Krahn
- Tria (1988), con Masafumi Yamamoto
- El bosc a casa (1990), con Perejaume
- Carrer de Wagner (1990), con Antoni Tàpies
- Cinamom (1991), con Rafa Forteza
- Jo, qui? (1992), con Fusako Yasuda
- Trasllat, con Alfons Borrell
- Aigua de Foc (1995, con Josep M. Servent
- Clavegueram (1995, con Muma, ed. bilingüe catalán y francés.
- Brossa i Chillida a peu pel llibre (1996), con Eduardo Chillida, ed. trilingüe catalán, euskera y español.
- Sextina de la memòria ancestral (1997), con Riera i Aragó, ed. bilingüe en catalán y neerlandés.
- Cartaci (2000), con Perejaume
- Fotopoemario (2003, reed. 2008), con Chema Madoz, ed. trilingüe catalán, español e inglés.
- Carrer de Joan Ponç (2010), con Joan Ponç

## Exposiciones antológicas (selección)
- Joan Brossa o les paraules són les coses, Fundació Joan Miró, Barcelona (1986).
- Joan Brossa. Werke 1951-1988, Mosel und Tschechow, Múnich (1990).
- Joan Brossa. Poésie visuelle, poèmes objet, environnements, Musée d'Art Moderne, Céret-Collioure (1990).
- Joan Brossa 1941-1991, Museo Nacional Centro de Arte Reina Sofía, Madrid (1991).
- Joan Brossa, words are things. Poems, objects and installations, Riverside Studios, Londres (1992).
- Joan Brossa, entre les coses i la lectura, Palau de la Virreina, Barcelona (1994).
- Joan Brossa. Poesia visual, IVAM, Valencia (1997).
- Joan Brossa. Grafiken, Objecte, Installationen, Fredericianum-Städtische Gallerie, Kassel-Göppingen (1998).
- Joan Brossa, poeta visual, Museo de Arte Carrillo Gil, México D.F. - Museo de Arte Contemporáneo de Monterrey, Monterrey (1998).
- Joan Brossa o la revolta poètica, Fundación Joan Miró, Barcelona (2001).
- Joan Brossa, desde Barcelona al Nuevo Mundo, MAVI-Museo de Artes Visuales, Santiago de Chile (2005); Centro Mariantonia de la USP, São Paulo (2005); MARGS-Museo de Arte do Rio Grande do Sul, Porto Alegre (2006); MAM-Museo de Arte Moderna, Río de Janeiro (2006); Centro Cultural Parque de España, Rosario (2006); Centro Cultural Recoleta, Buenos Aires (2006); Instituto Camões, Lisboa (2006-2007).
- Joan Brossa, en las alturas y sin red, Museo de Santa Cruz, Toledo (2007); Museo Municipal, Albacete (2007-2008); Museo de la Merced, Ciudad Real (2008); Fundación Antonio Saura-Casa Zavala, Cuenca (2008); Palacio del Infantado, Guadalajara (2008).
- Joan Brossa. La realidad y sus metáforas, Antiguo Convento de Santo Domingo, La Laguna, Tenerife (2008).
- Bverso Brossa. Joan Brossa, de la poesía al objeto, sedes del Instituto Cervantes en Viena (2008); Praga (2008); Estocolmo (2009); París (2009); Berlín (2009); Varsovia (2009).
- Joan Brossa, les etceteras infinis, Centre International de Poésie, Marsella (2011)
- Joan Brossa. Escuchad este silencio, La Seca-Espai Brossa, Barcelona (2013).

## Galería

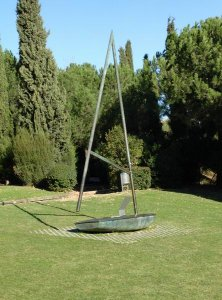
Poema corpori A de barca (1996), Parque de Cataluña, Sabadell
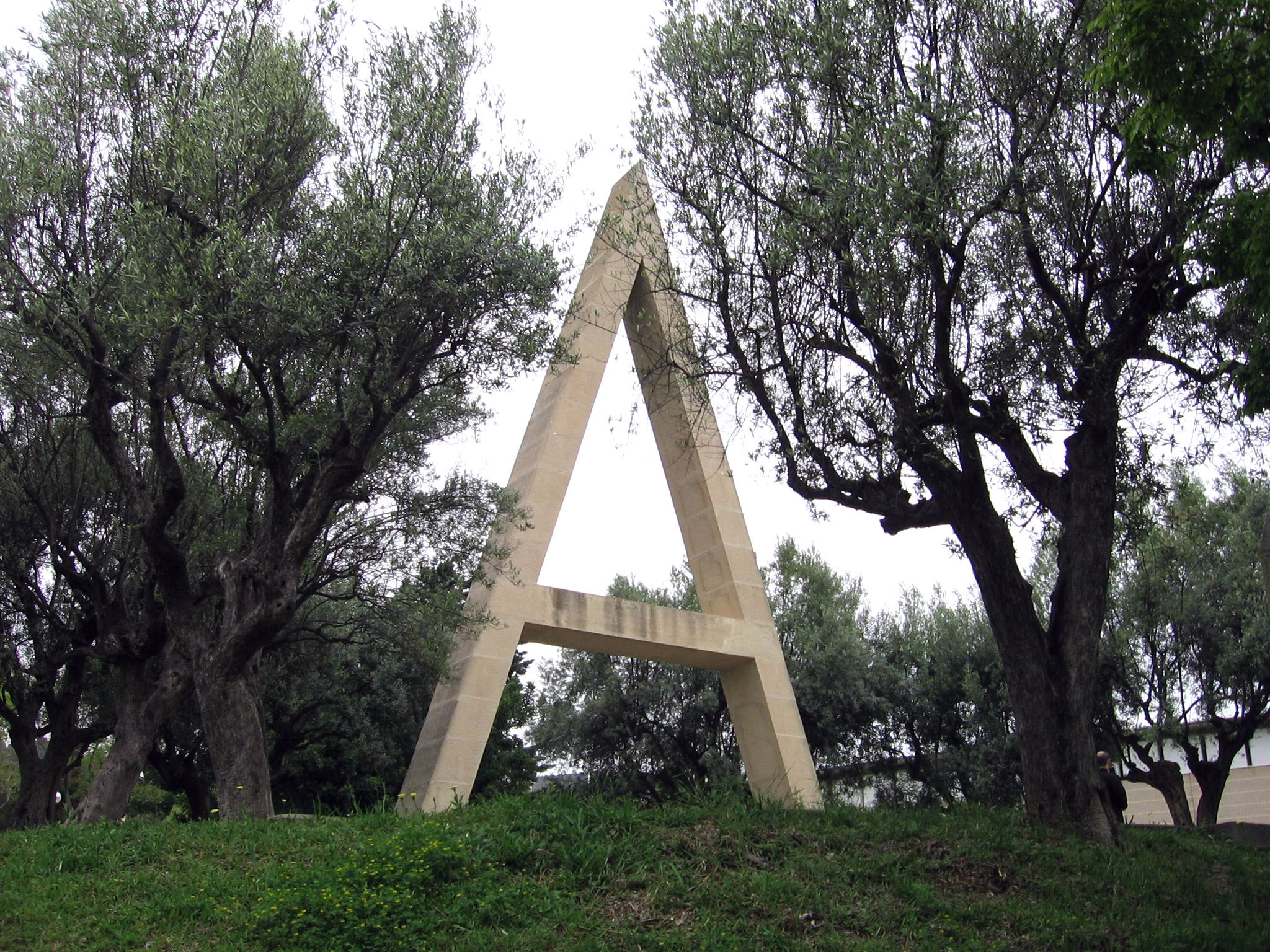
Poema visual transitable en tres tiempos: Nacimiento, camino —con pausas y entonaciones— y destrucción (1984), Parque del Velódromo del Valle de Hebrón, Barcelona
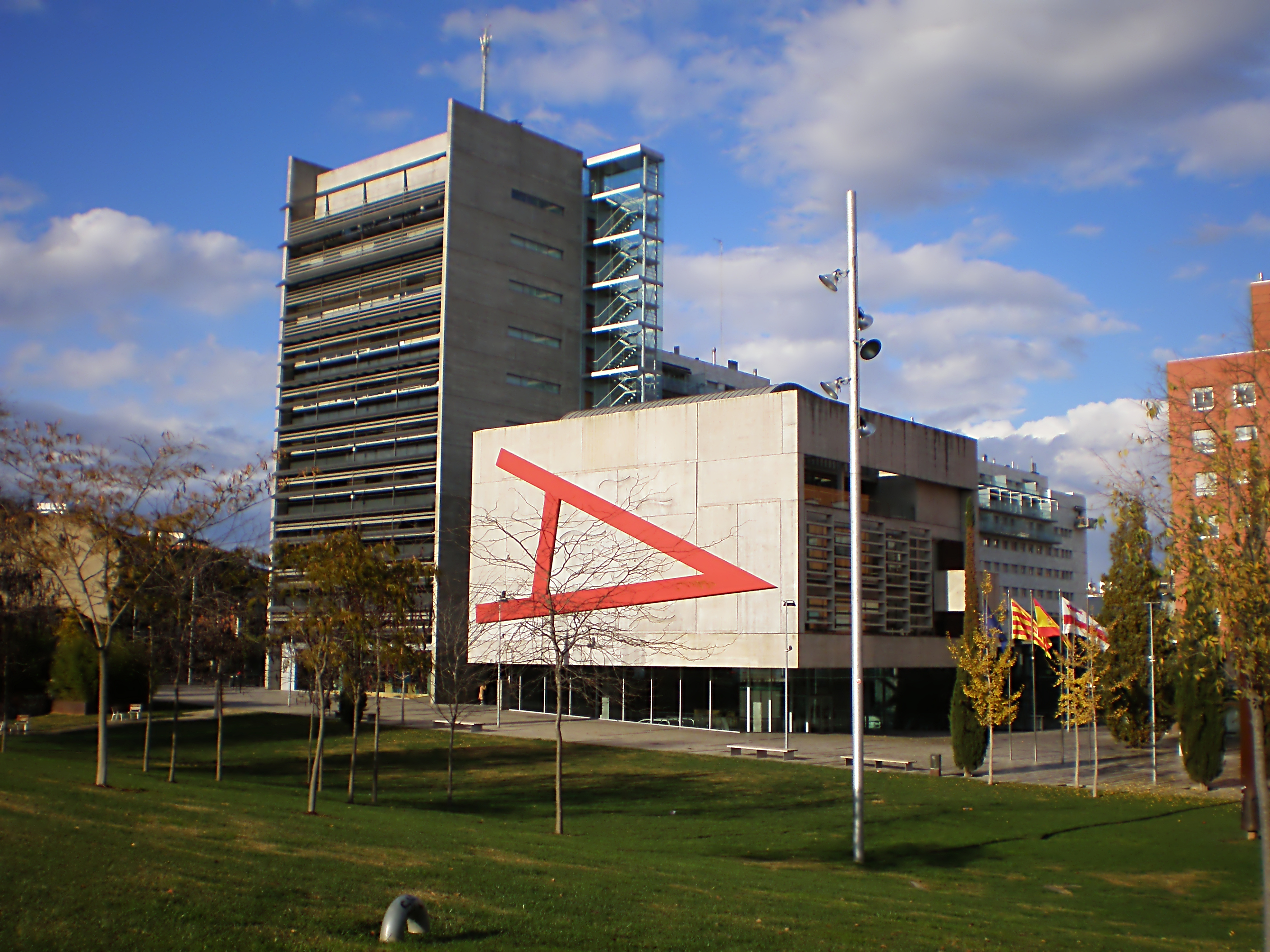
A ajaguda amb peix, fachada del Ayuntamiento, Mollet del Vallés.
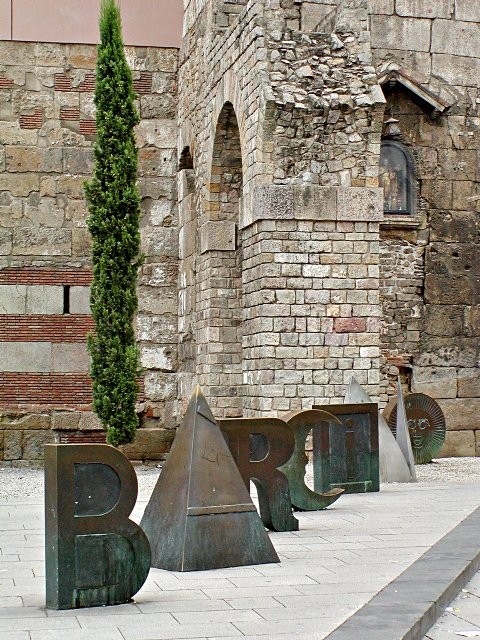
Joan Brossa: Poema corpori Bàrcino (1994) en la Plaza Nueva, Barcelona
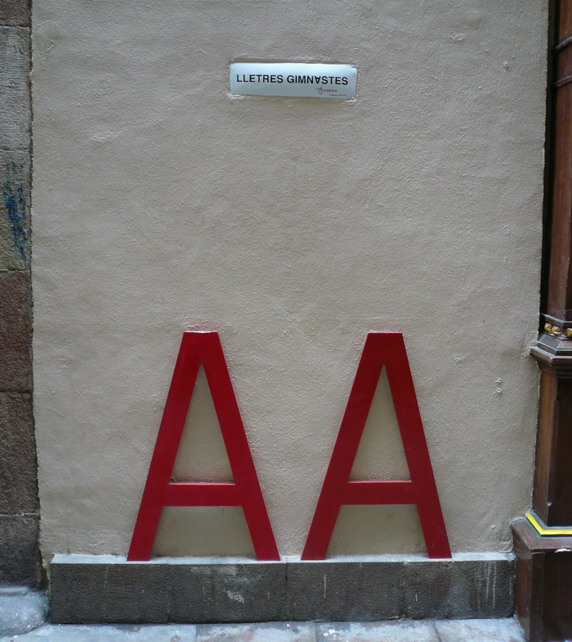
Joan Brossa: Poema corpori Lletres Gimnastes (1997) en la fachada de la tienda "El Ingenio" de Barcelona.
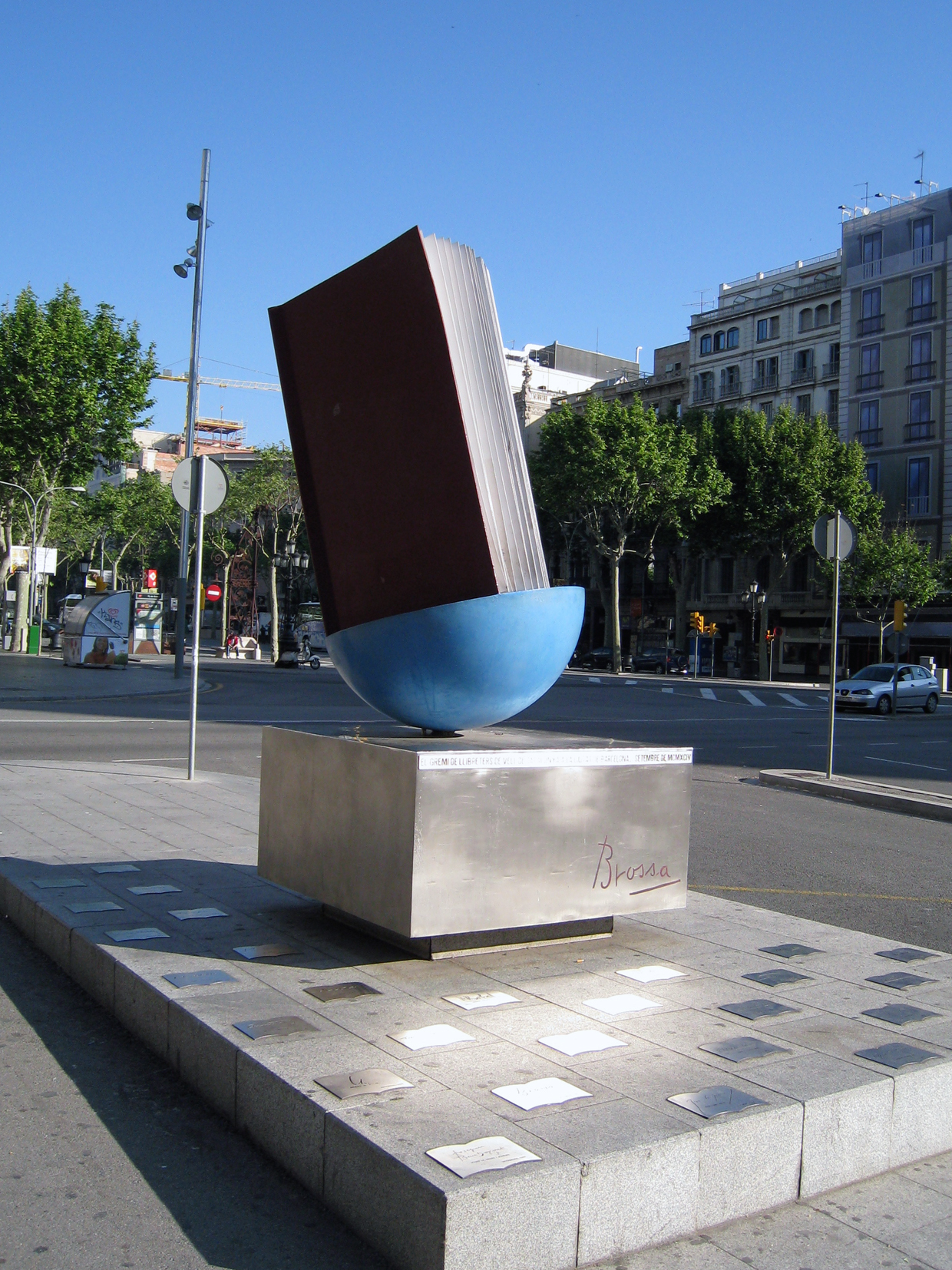
Joan Brossa: Homenatge al llibre, poema urbà. Barcelona, cruce Paseo de Gracia / Gran Vía